# Opopaea media
Opopaea media là một loài nhện trong họ Oonopidae.
Loài này thuộc chi Opopaea. Opopaea media được miêu tả năm 1984 bởi Song & Xu.